# Vjatsjeslav Tsjoekanov
Vjatsjeslav Tsjoekanov (Chimki, 24 april 1952) is een voormalig ruiter uit de Sovjet-Unie, die gespecialiseerd was in springen. Tsjoekanov nam tweemaal deel aan de Olympische Zomerspelen, tijdens de spelen van 1980 won Tsjoekanov de gouden medaille in de landenwedstrijd individueel eindigde hij als negende. Bij de spelen van 1988 viel Tsjoekanov uit en mede door zijn uitvallen waren er geen 3 Sovjetruiters die de landenwedstrijd uitreden, waardoor de Sovjet-Unie niet werd geklasseerd.

## Resultaten
- Olympische Zomerspelen 1980 in Moskou 9e individueel springen met Gepatit
- Olympische Zomerspelen 1980 in Moskou  landenwedstrijd springen met  	Gepatit
- Olympische Zomerspelen 1988 in Seoel uitgevallen individueel springen met Zritel
- Olympische Zomerspelen 1988 in Seoel uitgevallen landenwedstrijd springen met Zritel

1912: Lewenhaupt, Kilman, von Rosen ·
1920: König, von Rosen, Norling ·
1924: Thelning, Ståhle, Lundström ·
1928: Navarro, Álvarez, García ·
1936: Hasse, von Barnekow, Brandt ·
1948: Mariles, Uriza, Valdés ·
1952: White, Stewart, Llewellyn ·
1956: Winkler, Thiedemann, Lütke-Westhues ·
1960: Winkler, Thiedemann, Schockemöhle ·
1964: Schridde, Jarasinski, Winkler ·
1968: Day, Gayford, Elder ·
1972: Ligges, Wiltfang, Steenken, Winkler ·
1976: Parot, Rozier, Roguet, Roche ·
1980: Tsjoekanov, Poganovsky, Asmaje, Korolkov ·
1984: Fargis, Homfeld, Burr Howard, Smith ·
1988: Beerbaum, Brinkmann, Hafemeister, Sloothaak ·
1992: Raijmakers, Romp, Tops, Lansink ·
1996: Sloothaak, Nieberg, Kirchhoff, Beerbaum ·
2000: Beerbaum, Nieberg, Ehning, Becker ·
2004: Wylde, Ward, Madden, Kappler ·
2008: Ward, Kraut, Simpson, Madden ·
2012: Skelton, Maher, Brash, Charles ·
2016: Rozier, Staut, Bost, Leprévost ·
2020: von Eckermann, Baryard-Johnsson, Fredricson ·
2024: Maher, Charles, Brash